# Compacidad local
En topología y otras áreas de la matemática, la compacidad local es una propiedad topológica de un espacio topológico debido a la cual alrededor de cada punto, localmente, el espacio tiene propiedades similares a las de un espacio compacto.
Formalmente, si X es un espacio topológico entonces es localmente compacto cuando todo punto geométrico admite una base local de vecindades o entornos compactos, es decir, si cada entorno de un punto x de X contiene un conjunto compacto que sea un entorno de x.
Sea E un espacio topológico separado y localmente compacto.
Si considerameos E' como la unión de E y un punto x no perteneciente a E, 
E' resulta ser un espacio compacto y separado (Hausdorff).
De ahí se obtiene el Teorema de Alexandroff:
Todo espacio localmente compacto está contenido en un Espacio Compacto.